# Arcola (Mississippi)
Arcola é uma cidade  localizada no estado americano de Mississippi, no Condado de Washington.

## Demografia
Segundo o censo americano de 2000, a sua população era de 563 habitantes. 
Em 2006, foi estimada uma população de 513, um decréscimo de 50 (-8.9%).

## Geografia
De acordo com o United States Census Bureau tem uma área de 
0,6 km², dos quais 0,6 km² cobertos por terra e 0,0 km² cobertos por água. Arcola localiza-se a aproximadamente 37 m acima do nível do mar.

## Localidades na vizinhança
O diagrama seguinte representa as localidades num raio de 28 km ao redor de Arcola. 